# بيانيت
بيانيت هو معدن نادر جداً من معادن البورات، وعثر عليه لأول مرة في ميانمار بواسطة عالم المعادن البريطاني وتاجر الأحجار الكريمة آرثر تشارلز ديفي باين في عقد 1950، ويعتبر باينايت واحد من أندر الأحجار الكريمة في العالم، ولونه قد يتراوح بين الوردي والأحمر واللون الاحمر او البني او البنفسجي وغيرياها مرات ياتي بالوان مختلفه ولاكن الرئيسي البني والوردي.

## الاكتشاف والحدوث
أدى الاستكشاف المكثف في المنطقة المحيطة بمنطقة موغوك، والتي تشكل جزء كبير من المنطقة الصغيرة للغاية التي يُعرف أن المعدن موجود فيها، إلى تحديد العديد من حالات الباينيت الجديدة التي أدت بقوة إلى توفر عدة آلاف من عينات الباينيت الجديدة.

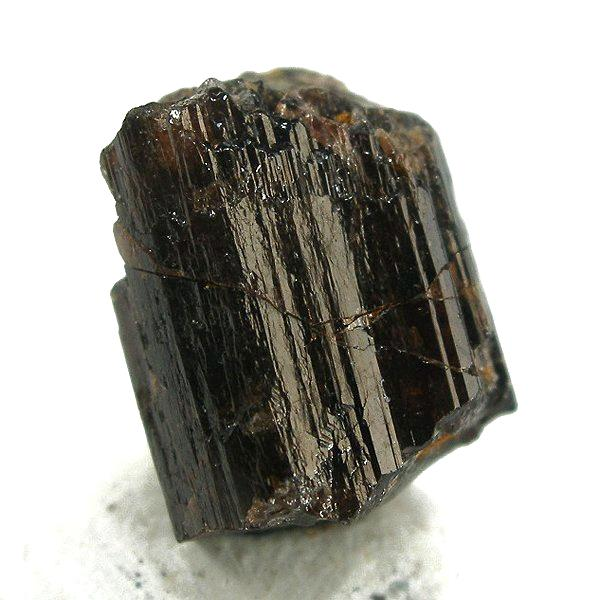
بلورة بينيت مخططة، متعددة السطوح (الحجم: 0.9×0.8×0.7 سم)
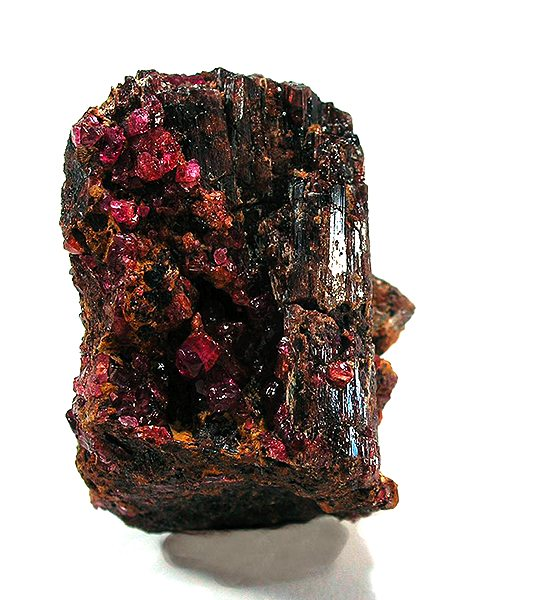
ياقوت من نوع كورندم على بلورة بينيت كبيرة، موغوك، بورما. (الحجم: 3.7×3.1×2.3 سم)